# Guillaume Bianchi
Guillaume Bianchi (Roma, 30 de julio de 1997) es un deportista italiano que compite en esgrima, especialista en la modalidad de florete.
Participó en los Juegos Olímpicos de París 2024, obteniendo una medalla de plata en la prueba por equipos (junto con Filippo Macchi, Tommaso Marini y Alessio Foconi).
Ganó dos medallas de oro en el Campeonato Mundial de Esgrima, en los años 2022 y 2025, y cinco medallas en el Campeonato Europeo de Esgrima entre los años 2022 y 2025.

## Palmarés internacional
| Juegos Olímpicos   | Juegos Olímpicos   | Juegos Olímpicos  | Juegos Olímpicos    |
| Año                | Lugar              | Medalla           | Prueba              |
| ------------------ | ------------------ | ----------------- | ------------------- |
| 2024               | París (Francia)    | Medalla de plata  | Florete por equipos |
| Campeonato Mundial |                    |                   |                     |
| Año                | Lugar              | Medalla           | Prueba              |
| 2022               | El Cairo (Egipto)  | Medalla de oro    | Florete por equipos |
| 2025               | Tiflis (Georgia)   | Medalla de oro    | Florete por equipos |
| Campeonato Europeo |                    |                   |                     |
| Año                | Lugar              | Medalla           | Prueba              |
| 2022               | Antalya (Turquía)  | Medalla de oro    | Florete por equipos |
| 2023               | Plovdiv (Bulgaria) | Medalla de bronce | Florete individual  |
| 2024               | Basilea (Suiza)    | Medalla de bronce | Florete por equipos |
| 2025               | Génova (Italia)    | Medalla de oro    | Florete individual  |
| 2025               | Génova (Italia)    | Medalla de oro    | Florete por equipos |